# Comunidad de comunas Tierra de Lorena Longuyonesa
La Comunidad de comunas de Tierra de Lorena Longuyonesa (Communauté de communes Terre Lorraine du Longuyonnais en francés), es una estructura intercomunal francesa situada en el departamento francés de Meurthe y Mosela de la región de Lorena.

## Historia
Fue creada el 1 de enero de 2014, por orden prefectoral del 22 de abril de 2013, con la fusión de las comunidades de comunas de los Dos Ríos y del País de Longuyon, así como la comuna de Boismont, del cantón de Villerupt, que hasta ese momento andaba por libre.
La denominación en su creación era de Comunidad de comunas Longuyonesa (Communauté de communes du Longuyonnais, en francés), pasando a la actual denominación por decreto del 17 de noviembre de 2014.
Sus veintisiete comunas eran en su momento veintiuna de las veintitrés comunas del antiguo cantón de Longuyon, cuatro de las doce comunas del antiguo cantón de Villerupt, una de las ocho comunas del antiguo cantón de Mont-Saint-Martin y una de las veinticinco comunas del antiguo cantón de Audun-le-Roman, y que actualmente forman parte del nuevo cantón de Mont-Saint-Martin.

## Nombre
Debe su nombre a que la comunidad se halla en tierras de Lorena.

## Composición
La Comunidad de comunas reagrupa 27 comunas:
| Comuna                   | Código INSEE | Cantón            | Población (2012) | Superficie (km²) | Densidad (hab./km²) |
| ------------------------ | ------------ | ----------------- | ---------------- | ---------------- | ------------------- |
| Allondrelle-la-Malmaison | 54011        | Mont-Saint-Martin | 622              | 13.61            | 46                  |
| Baslieux                 | 54049        | Mont-Saint-Martin | 593              | 10.17            | 58                  |
| Bazailles                | 54056        | Mont-Saint-Martin | 157              | 4.23             | 37                  |
| Beuveille                | 54067        | Mont-Saint-Martin | 791              | 11.90            | 66                  |
| Boismont                 | 54081        | Mont-Saint-Martin | 467              | 5.43             | 86                  |
| Charency-Vezin           | 54118        | Mont-Saint-Martin | 667              | 14.79            | 45                  |
| Colmey                   | 54134        | Mont-Saint-Martin | 280              | 9.90             | 28                  |
| Doncourt-lès-Longuyon    | 54172        | Mont-Saint-Martin | 304              | 5.62             | 54                  |
| Épiez-sur-Chiers         | 54178        | Mont-Saint-Martin | 186              | 5.19             | 36                  |
| Fresnois-la-Montagne     | 54212        | Mont-Saint-Martin | 424              | 8.59             | 49                  |
| Grand-Failly             | 54236        | Mont-Saint-Martin | 317              | 21.87            | 14                  |
| Han-devant-Pierrepont    | 54602        | Mont-Saint-Martin | 145              | 4.96             | 29                  |
| Longuyon                 | 54322        | Mont-Saint-Martin | 5627             | 29.70            | 189                 |
| Montigny-sur-Chiers      | 54378        | Mont-Saint-Martin | 495              | 9.36             | 53                  |
| Othe                     | 54412        | Mont-Saint-Martin | 31               | 2.97             | 10                  |
| Petit-Failly             | 54420        | Mont-Saint-Martin | 89               | 8.12             | 11                  |
| Pierrepont               | 54428        | Mont-Saint-Martin | 898              | 7.02             | 128                 |
| Saint-Jean-lès-Longuyon  | 54476        | Mont-Saint-Martin | 409              | 4.21             | 97                  |
| Saint-Pancré             | 54485        | Mont-Saint-Martin | 326              | 6.13             | 53                  |
| Saint-Supplet            | 54489        | Mont-Saint-Martin | 171              | 7.43             | 23                  |
| Tellancourt              | 54514        | Mont-Saint-Martin | 572              | 3.76             | 152                 |
| Ville-au-Montois         | 54568        | Mont-Saint-Martin | 273              | 12.33            | 22                  |
| Ville-Houdlémont         | 54572        | Mont-Saint-Martin | 663              | 6.09             | 109                 |
| Villers-la-Chèvre        | 54574        | Mont-Saint-Martin | 590              | 4.02             | 147                 |
| Villers-le-Rond          | 54576        | Mont-Saint-Martin | 100              | 4.45             | 22                  |
| Villette                 | 54582        | Mont-Saint-Martin | 189              | 4.63             | 41                  |
| Viviers-sur-Chiers       | 54590        | Mont-Saint-Martin | 659              | 16.24            | 41                  |

## Competencias
La comunidad es un organismo público de cooperación intercomunal.
Sus recursos provienen del impuesto sobre los rendimientos del trabajo único, del sistema de contribuciones que se aplica a los residuos y asignaciones y subvenciones de diversos socios.
Sus competencias en general se centran en el desarrollo económico, medio ambiental, de empleo y los servicios comunitarios a los habitantes:
- Ordenación del Territorio
  - Plan de Coherencia Territorial (SCOT, en francés).
  - Plan Sectorial.
- Desarrollo y organización económica
  - Acción de desarrollo económico de las actividades industriales, comerciales o de empleo, (apoyo de las actividades agrícolas y forestales...).
  - Creación, organización, mantenimiento y gestión de zonas de actividades industriales, comerciales, terciario, artesanal o turístico.
- Desarrollo y organización social y cultural
  - Actividades culturales y socioculturales.
  - Actividades deportivas.
  - Construcción y/u organización, mantenimiento, gestión de equipamientos o establecimientos culturales, socioculturales, socioeducativos, deportivos…, etc.
  - Transporte escolar.
- Medio ambiente
  - Saneamiento no colectivo.
  - Recogida y tratamiento de los residuos urbanos y asimilados.
  - Protección y valorización del Medio Ambiente.
- Vivienda y hábitat
  - Programa local del hábitat.
- Servicio de vías públicas
  - Creación, organización y mantenimiento del servicio de vías públicas.
- Otros
  - Adquisición comunal de material.
  - Informática, Talleres vecinales.